# Aciculifoliada
Aciculifoliada é um tipo de vegetação que apresenta folhas em forma de agulhas. Exemplos: Pinheiros e Abeto.
Ela pode ser encontrada na Taiga, na Floresta Boreal, na Floresta de Coníferas, ou mesmo, na mata das Araucárias, sendo uma grande fornecedora de madeira. É encontrada em áreas que exigem adaptação das folhas por conta da temperatura. Reduzem a perda de água durante o verão. Durante os invernos, a neve que cai nas folhas escorre até cair por causa de seu formato pontiagudo.
Etimologia: Vem do latim (Aciculi = Agulha).